# Monster Party (film)
Monster Party è un film statunitense del 2018 diretto e sceneggiato da Chris von Hoffmann.

## Trama
Casper, Iris e il suo fidanzato Dodge sono tre amici che vivono compiendo furti con scasso. Il padre di Casper ha un grave problema con il gioco d'azzardo, per via del quale viene tenuto prigioniero da aguzzini che arrivano addirittura a tagliargli un dito. Casper deve racimolare la cifra di 10 mila dollari per salvare la vita del padre, dunque coinvolge gli amici nella rapina di una grossa villa di persone ricchissime nella speranza di ottenere un bottino abbastanza cospicuo. I tre si fingono camerieri che lavoreranno nella villa nel corso di un ricevimento: ricevono immediatamente direttive molto precise sull'abbigliamento dalla padrona di casa e si rendono subito conto dell'ostilità di suo figlio, tuttavia continuano a portare avanti il loro piano. All'arrivo degli invitati, il gruppo si rende di come la compagna di uno di loro (Milo) esprime una richiesta d'aiuto con il labiale.
Mentre i ladri cercano di scoprire i segreti di una villa tra una portata e l'altra, alcuni eventi preoccupanti si verificano: il figlio dei proprietari e i suoi amici cercano di attirare Iris in una stanza isolata e, quando al suo posto si presenta Dodge, si rivelano molesti anche con lui; durante la cena, invece, tutti i presenti affermano di avere una dipendenza e alcuni di loro si comportano in maniera folle l'uno con l'altro; a tenere sotto controllo la situazione c'è Milo, capo di un'associazione a cui fanno capo anche i padroni di casa. Mentre Iris sta in cucina e viene raggiunta dalla compagna di Milo apparentemente senza motivo, Dodge fa scattare la corrente e Casper cerca nel frattempo di aprire la cassaforte elettronica. Quando la corrente scatta, tuttavia, il figlio dei padroni di casa (Elliot) si alza da tavola e sorprende Dodge, che fa finta di andare in bagno. 
Elliot segue il ladro e lo uccide barbaramente con un coltello: lui, la sua famiglia e gli altri invitati sono infatti tutti degli ex assassini, con Milo a capo che per salvare tutti dalla galera ha creato un'associazione di ricchi ex assassini. L'evento fa sì che esploda il caos: a parte Milo, gli uomini vorrebbero riprendere tutti a uccidere, mentre le donne e il capo sono contrarie. Nel caos che ne deriva, gli amici di Eliott finiscono per costringere Iris a chiudersi in una stanza e Milo inizia a contrattare con Casper, chiuso in un'altra. Quando Casper tuttavia esce dalla stanza, il caos che ne deriva porta all'omicidio di uno dei ragazzi da parte di Milo ed al conseguente omicidio di Milo da parte di Patrick Dawson. Il padrone di casa dà nuove direttive: fornisce armi ai ragazzi e li spinge a dare la caccia a Casper e Iris. Sua figlia Alexis, tuttavia, si schiera dalla parte dei ladri e cerca di aiutarli a scappare.
I tre si chiudono in una stanza, tuttavia il padrone di casa attiva un diabolico carillon che risveglia Mickey, un assassino pazzo rinchiuso in una prigione segreta: l'uomo riesce a divorare Iris prima di essere ucciso da Alexis. I due fuggono e vengono braccati da Patrick, tuttavia Casper riesce a ucciderlo. Una volta in giardino, i due vengono assaliti dall'unico amico di Elliott ancora superstite, che è armato di motosega: Casper riesce a ucciderlo, tuttavia subito dopo i due vengono attaccati da Elliot. Tramortiti, Casper e Roxanne si risvegliano legati ai due bordi di una piscina: Alexis è costretta a tagliare un filo e far precipitare Casper nella piscina, per evitare che il fratello le faccia fare la stessa fine. Il ragazzo non rispetta la promessa e taglia anche il filo che mantiene la sorella: interviene allora la signora Dawson che decide di uccidere suo figlio per salvare sua figlia.
Casper e Alexis vengono dunque salvati da Roxanne Dawson: Elliott non è morto, tuttavia sua sorella riesce a dargli il colpo finale. Madre e figlia decidono di continuare a vivere insieme cercando di condurre un'esistenza normale, mentre Casper riceve 100 mila dollari e una macchina di lusso in cambio del suo silenzio. Profondamente cambiato dall'esperienza vissuta, invece di pagare il riscatto il ragazzo si presenta dagli aguzzini del padre e gli uccide uno dietro l'altro con una sciabola, sotto gli occhi stupiti e compiaciuti del padre.

## Produzione
Il film è approdato in sala a partire dal 2 novembre 2018 per poi approdare nel mercato home video nel mese successivo.

## Accoglienza
Sull'aggregatore Rotten Tomatoes il film riceve il 76% delle recensioni professionali positive con un voto medio di 6,3 su 10 basato su 21 critiche, mentre su Metacritic ottiene un punteggio di 58 su 100 basato su 4 critiche.